# Дьяконов, Евгений Георгиевич
Евгений Георгиевич Дьяконов (1935—2006) — советский и российский математик, доктор физико-математических наук, профессор МГУ.

## Биография
Родился в учительской семье. Окончил с золотой медалью 1-ю среднюю школу г. Клинцы Брянской области (1952).
Окончил механико-математический факультет МГУ (1957) с отличием. Обучался в аспирантуре отделения математики мехмата МГУ (1957—1960).
Защитил кандидатскую диссертацию под руководством академика С. Л. Соболева, тема диссертации: «Решение некоторых многомерных задач математической физики при помощи метода сеток».
Доктор физико-математических наук, (1994 год), в качестве диссертации была представлена монография «Минимизация вычислительной работы. Асимптотически оптимальные алгоритмы для эллиптических задач», опубликованная в 1989 году и получившая широкое признание.
Преподавал в МГУ в 1960—2006 годах: ассистент, доцент кафедры вычислительной математики механико-математического факультета МГУ (1960—1970); ассистент, доцент кафедры вычислительной математики факультета ВМК МГУ (1970—1975); с 1975 года — на кафедре общей математики факультета ВМК МГУ в должностях доцента, профессора (1995—2006).
Учёные звания — доцент (1965), профессор (1998). Автор 160 статей и 5 монографий.
Наиболее известен вкладом в теорию эквивалентных по спектру операторов и оптимизация вычислительной работы.
В последнее десятилетие разработал теорию усиленных пространств Соболева (D’yakonov, 2004).
Умер в 2006 году. Похоронен на Хованском кладбище.

## Публикации
- Дьяконов Е. Г. . Минимизация вычислительной работы. Асимптотически оптимальные алгоритмы для эллиптических задач. — М.: Наука, 1989. — 272 с. — ISBN 5-02-013970-X.
- D’yakonov E. G. . Optimization in solving elliptic problems. — Boca Raton: CRC-Press, 1996. — 592 p. — ISBN 978-0849328725.
- D’yakonov E. G.  On spectral problems in energy spaces on composite manifolds with singular geometry of the blocks: I // Differential Equations. — 2004. — Vol. 4, no. 7. — P. 934—946. — doi:10.1023/B:DIEQ.0000047024.18841.44.